# Болгарский земледельческий народный союз
Болга́рский земледе́льческий наро́дный сою́з (болг. Български земеделски народен съюз, БЗНС) — политическая партия в Болгарии. Был основан в 1899 году как сословная крестьянская профессионально-просветительская организация, в 1908 году оформился в политическую партию зажиточного крестьянства аграрно-социалистической направленности, влияние которой постепенно росло. Популярность БЗНС достигла пика после Первой мировой войны, когда партией было сформировано правительство во главе с Александром Стамболийским. После нескольких лет правления она была свергнута в результате переворота 9 июня 1923 года, нанёсшего организации серьёзный удар.
В середине 1920-х годов Земледельческий союз раскололся на несколько крыльев, которые продолжали играть важную роль в политической жизни, особенно в сопротивлении установлению коммунистического режима в 1945—1947 годах. После установления тоталитарного режима БКП одна из групп БЗНС стала партией-спутником в рамках сформировавшейся двухпартийной системы. После падения режима было создано несколько политических организаций, претендовавших на статус преемников первоначального БЗНС, некоторые из которых достигли определённого политического успеха, участвуя в правительстве, в основном в 1990-х годах, после чего их влияние уменьшилось.

## История

### Основание и первые годы

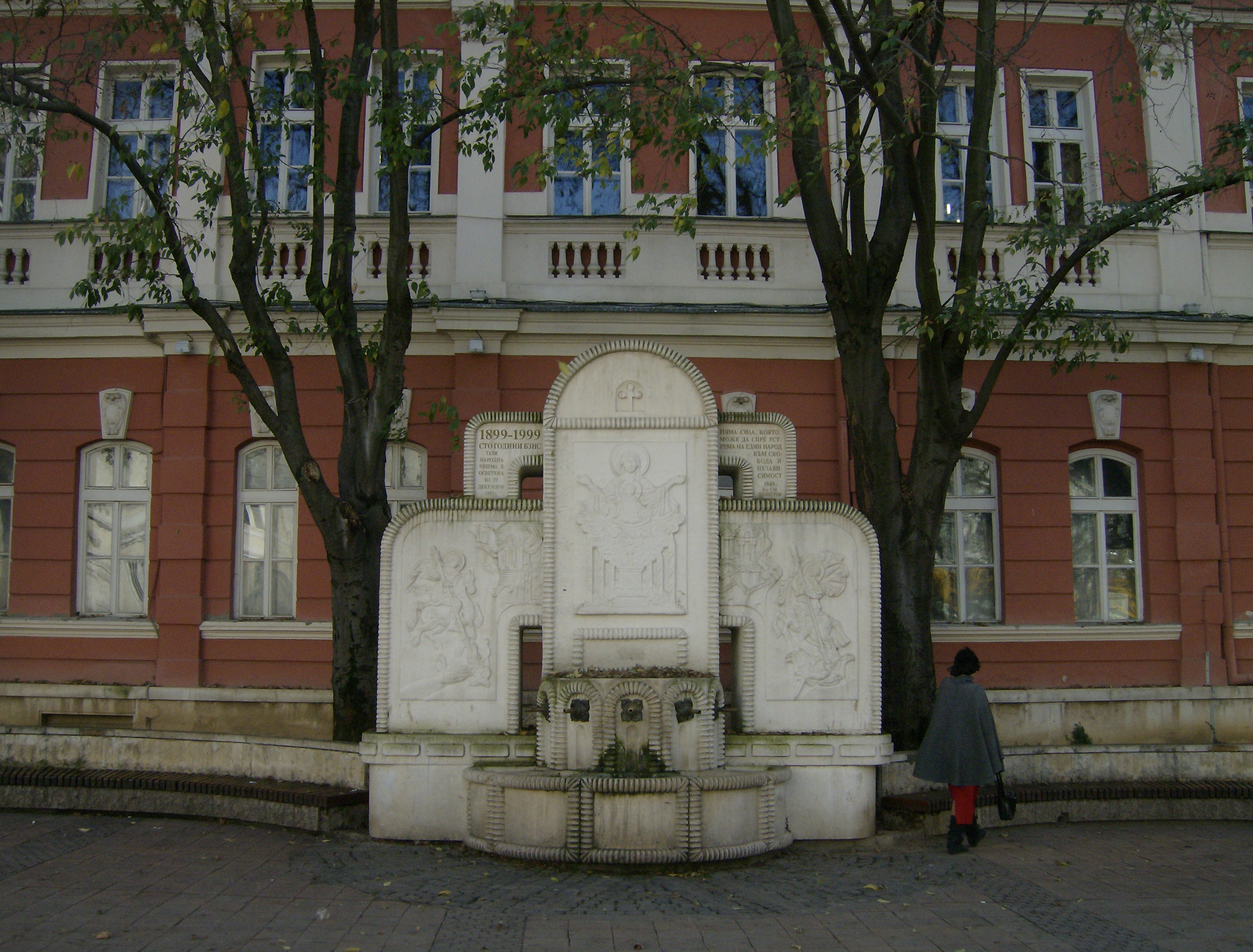
Фонтан перед драматическим и кукольным театром имени Ивана Радоева в Плевен, воздвигнутый в честь 100-летия основания БЗНС.

Аграрное движение в Болгарии возникло в конце 1890-х годов на базе отдельных местных сельскохозяйственных организаций профессионального образования, часто созданных сельскими учителями, агрономами, врачами и чиновниками под влиянием народничества и социализма. В 1899 году аграрное движение активизировалось в ответ на намерение Либеральной партии укрепить финансовое положение государства, заменив фиксированный земельный налог, введённый несколькими годами ранее, натуральной десятиной как при османах. В сентябре бывший директор Плевенского училища виноградарства Янко Забунов начал издавать газету «Земеделска защита», а учитель-социалист Цанко Церковский опубликовал «Възвание към българските земеделци», призвав к созданию общенационального союза земледельцев.
28—30 декабря 1899 года в Плевене состоялся Учредительный съезд Болгарского земледельческого союза (название Болгарский земледельческий народный союз было утверждено два года спустя), руководителем новой организации стал Янко Забунов. Газета Забунова «Земеделска защита» стала печатным органом новой организации. Влияние союза быстро росло во многом благодаря нарастающему политическому кризису вокруг десятины, так, некоторые из его активистов участвовали в сельских восстаниях в начале 1900-х годов.
Изначально союз создавался как профессиональная образовательная и экономическая организация по образцу Союза учителей. Многие из её первоначальных активистов, народники и социалисты, выступали за сохранение её профсоюзного характера, но в итоге победила группа во главе с Димитром Драгиевым, первым идеолого болгарского аграрства, которая стремилась превратить организацию в партию, чтобы использовать демократические механизмы для защиты интересов сельского сообщества. Третий съезд в 1901 году постановил, что Союз должен выдвинуть своих кандидатов на предстоящих парламентских выборах, что привело к уходу многих народников.
В последующие годы Земледельческий союз обзавёлся несколькими депутатами, но они оставались относительно пассивными, в то время как союз сосредоточился на своём организационном и идеологическом развитии. Важную роль в этом процессе играют Димитр Драгиев и молодой публицист Александр Стамболийский, разработавшие собственную интерпретацию аграрности, получившую название «съсловна теория». Согласно ей, с установлением буржуазной демократии политические партии отжили свою роль и будут заменены профессиональными организациями, представляющими отдельные социальные «сословия» («классы») — крестьян, рабочих, ремесленников, торговцев и так далее, среди которых крестьяне должны играть ведущую роль, так как у них есть физическое и моральное преимущество перед другими. Другими элементами идеологии Земледельческого союза являлись концепция «трудовой собственности на землю» (размер земельных владений должен позволять их возделывание собственником), кооперативы как средство преодоления недостатков мелкой собственности на землю и «народовластие» как форма демократии, при которой доминирующий сельский класс навязывает свои интересы другим, включая элементы прямой демократии.
Александр Стамболийский также разработал первую программу Болгарского земледельческого союза, принятую на Седьмом съезде в 1905 году. В соответствии с общепринятым классовым принципом Союза все крестьяне имеют право быть его членами, независимо от их финансового положения.
Земледельческий союз боролся против чрезмерной власти монарха и милитаристского курса болгарских правительств. Союз решительно выступал против вступления Болгарии во Вторую Балканскую и Первую мировую войны.
В конце Первой мировой войны вновь сформированное правительство демократа Александра Малинова готовилось к выходу Болгарии из войны, но в конце сентября началось Владайское восстание, поднятое дезорганизованными и дезертировавшими с фронта частями солдат болгарской армии. Деятели БЗНС Александр Стамболийский и Райко Даскалов, которые находились в тюрьме за свои антивоенные взгляды, были включены в делегацию для переговоров с повстанцами, но вместо этого возглавили восстание. В то же время в Софии сформировалось широкое коалиционное правительство, в которое вошёл и Земледельческий союз — членом кабинета стал Цанко Церковски, а чуть позже Димитр Драгиев. Последовавший за этим конфликт между Драгиевым и Стамболийским привёл весной 1919 года к отделению сторонников Драгиева, создавших БЗНС — Стара Загора, в то время как Стамболийский, вскоре возглавивший правительство, сохранил контроль над большей частью Союза. В это же время группа активистов БЗНС, сформировавшаяся вокруг газеты «Земеделска правда» во главе с Йорданом Пекаревым, покинула Болгарский земледельческий союз.

### После Первой мировой войны
После того как Земледельческий союз по итогам парламентских выборах в августе 1919 года получил наибольшее число мест (77 из 236) царь Борис III поручил лидеру партии Александру Стамболийскому сформировать новый коалиционный кабинет с Народной и Прогрессивно-либеральной партиями. В мае 1920 года БЗНС, получив уже 110 мест из 239, смог сформировать однопартийное правительство. Опираясь на широкий спектр непарламентских мер и мобилизационных механизмов, успех которых был не в последнюю очередь определён широкой популярностью партии среди масс сельского населения, БЗНС установила фактически режим однопартийной диктатуры.
Стоя во главе правительства страны, Земледельческий союз попытался реализовать свою программу путём масштабных реформ во всех сферах жизни, предприняв так называемый «земледельческий эксперимент», заключающийся в ряде законодательных инициатив, идеологически опирающихся на идею «третьего», крестьянского, пути, отличного от капитализма и социализма. За несколько лет было принято более сотни законов. Широко продвигалась аграрная реформа, в рамках которой был принят закон о «трудопоземельной собственности», ограничивающий размер аграрных хозяйств, планировалось расширение банка государственных земель за счёт отчуждения (с компенсациями) необрабатываемых земель и введение неотчуждаемой нормы в 300 декар для обрабатываемых участков. В действительности она имела ограниченный масштаб из-за и без того фрагментированной собственности на землю в стране. Аграрная реформа 1921 года предполагала наделение землёй безземельных и малоземельных крестьян, а также беженцев, помимо этого, аннулировались сделки по купле-продажи земли, заключённые после 17 февраля 1920 года (время опубликования проекта аграрной реформы). Новые владельцы были ограничены в правах на землю, в частности, запрещалось продавать, дарить или закладывать участки.
Помимо аграрной реформы, комплекс мер включал узаконивание «общественно-полезного труда» для всех категорий населения, для чего предполагалось введение трудовой повинности вместо призыва на военную службу, отменённого Нёйиским договором. Такая тоталитарно-мобилизационная тенденция вызвала большие опасения у Антанты, опасавшейся реваншизма побеждённой Болгарии, в связи с чем в 1921 году закон был скорректирован, позволив за денежную компенсацию избежать трудовой повинности, срок которой также сокращался. К другим мерам относились увеличение на три года (этап неполной средней школы) обязательного образования, перераспределение частной собственности, введение прогрессивного налога (который так и остался невыполненным из-за сложной оценки доходов в селах), выборные местные суды, попытка создания государственной монополии в торговле зерном (отменена под давлением контрольной комиссии Антанты). Помимо всего прочего, предпринимались попытки реформирования налоговой и финансовой систем, а также поправки к Конституции, ряд статей которых (о неприкосновенности частной собственности) противоречил курсу БЗНС. Земледельческий союз широко поощрял кооперативное движение в потребительских, кредитных и производственных формах.
Стамболийский рассматривает управление Болгарией БЗНС как эксперимент, который сможет послужить моделью управления и для других стран, став альтернативой большевизму, против которого Земледельческий союз всё чаще выступает. БЗНС пользовался широкой популярностью в крестьянской среде, имел военизированные отряды так называемой «Оранжевой гвардии» и сеть институтов («дружб») на местах, являвшихся первичными ячейками Союза. Союз сохранил власть в апреле 1923 года, победив на выборах (53,8 % и 212 из 245). Партийная элита умело пользовалась слабостью царя Бориса III, однако в своей политике была ограничена в действиях в связи с обязательствами и санкциями, наложенными на Болгарию Антантой по Нёйискому договору.
Своей политикой правительство Земледельческого союза настроило против себя значительную часть болгарской элиты — сторонников других партий, подвергшихся физическому насилию со стороны «Оранжевой гвардии» или отправленных в тюрьму чрезвычайным Державным судом, офицеров, многие из которых остались не у дел после Нёйиского договора, Церковь, часть собственности которой была национализирована, ВМРО за нормализацию отношений с Югославией, академические круги за отмену университетской автономии. Кроме того, правительство страдало от коррупции и некомпетентности административного персонала, законы часто игнорировались, и Союз формально рассматривал возможность открытого установления «сельской диктатуры» в случае необходимости. Эта деятельность сопровождалась всё более резкой антигородской риторикой, Стамболийский даже сравнивал Софию с Содомом и Гоморрой, угрожая разрушить её.
Неприятие режима за границей, конфликт с частью интеллигенции и оппозиционными партийными кругами, а также военными, привёл к тому что после противники режима после оглушительного успеха БЗНС на выборах весной 1923 года занялись подготовкой государственного переворота с помощью армии. В результате переворота 9 июня 1923 года кабинет Александра Стамболийского был свергнут, он и ряд других видных деятелей Союза были убиты, другие заключены в тюрьму, а третьи были вынуждены эмигрировать. Переворот спровоцировал Сентябрьское восстание, после разгрома которого последовала организованная коммунистами террористическая кампания с участием некоторых членов БЗНС. Активисты Земледельческого союза также участвовали в Апрельских событий 1925 года. В этой ситуации организационная жизнь БЗНС была временно парализована, и Союз распадается на отдельные группы, которые ищут разные способы приспособиться к новой ситуации.

### Расколы и Народный блок
После либерализации режима в 1926 году Земледельческий союз постепенно возобновил свою легальную деятельность и начал искать сотрудничества с другими партиями. Ближе к концу года Союз распадается на два крыла. Основная часть членов объединилась вокруг экс-депутата Димитра Гичева и стала известна как БЗНС «Врабча-1» по адресу штаб-квартиры. Ультраправые из окружения Косты Томова, Марко Турлакова и Христо Манолова, которые ещё в феврале 1923 года вступили в конфликт со Стамболийским, создали независимую организацию под названием БЗНС—Оранжевый (болг. Български земеделски народен съюз – оранжев), в 1933 году присоединились к профашистскому Народному социальному движению Цанкова.
В последующие годы Земледельческий союз «Врабча 1» сумел восстановить часть своего влияния в стране, полностью отказавшись от радикальной антигородской риторики прошлого. В 1931 году он присоединился к центристской коалиции «Народный блок» демократа Малинова, а после её успеха на июньских выборах вошёл в правительство. В 1932 году группа бывших эмигрантов, таких как Александр Оббов и Коста Тодоров, недовольных ограниченным влиянием Союза в правительстве, образовали БЗНС «Полдень» (болг. БЗНС „Пладне“).
В 1933 году к БЗНС «Пладне» присоединились новые группы, недовольные руководством БЗНС «Врабча-1», образовав БЗНС—объединённый (болг. БЗНС – обединен). В этот же время группа Георгия Маркова также отделилась от союза и образовала отдельную организацию БЗНС — Георгий Марков.

### После переворота 19 мая
После переворота 19 мая 1934 года все политические партии и профсоюзы в Болгарии были официально запрещены и БЗНС до 9 сентября 1944 года действовал полулегально. Активно действовали только руководящие органы Союза. В данный период партия (и её эмигрантские ячейки по всей Европе) в основном занималась правозащитной деятельностью, требуя амнистии политзаключённым, которым были предъявлены обвинения за участие в восстании, рабочем и профсоюзном движении. При содействии партии была организована поддержка болгарских политических эмигрантов в Югославии. Активно в этом участвовали члены Земледельческого союза Александр Обов и Коста Тодоров.
БЗНС—объединённый вновь распался на БЗНС «Пладне» и несколько других более мелких групп вокруг таких изданий, как «Селски глас» и «Орач». Некий крайний левый вариант аграрного движения с центральной ролью кооперативов продвигала группа объединившаяся вокруг журналиста и адвоката Михаила Геновски и журнала «Земля и труд» (болг. „Земя и труд“).
БЗНС «Александр Стамболийский» («Полдень») и БЗНС «Врабча 1» были противниками недемократического режима, установившегося после переворота 19 мая. При этом, лидеры БЗНС «Врабча 1» продолжали отказываться от сотрудничества с Болгарской компартией, предпочтя союз с правыми нефашистскими силами. В 1936 году они вместе с Демократическим альянсом (крыло Андрея Ляпчева), национал-либералами, правыми радикалами и широкими социалистами заложили основы так называемого «Пятёрки», которая требовала восстановления Тырновской конституции (отменённой режимом 19 мая), отмены Закона о защите государства и установления режима либеральной демократии. БЗНС «Ал. Стамболийский» («Полдень») согласился на сотрудничество с Болгарской коммунистической партией и участвовал в созданном ею Народном антифашистском фронте (1936—1939).
1 марта 1941 года Болгария присоединилась к Тройственному пакту. Летом 1942 года был создан Отечественный фронт, в состав которого вошло левое крыло Земледельческого союза в лице БЗНС «Ал. Стамболийский» («Полдень»), который во время Второй мировой войны продолжил курс на сотрудничество с БКП. Представители «Полдня» участвовали в партизанском движении (1941—1944), вошли в Национальный комитет Отечественного фронта, созданного в августе 1943 года, а после 9 сентября 1944 года вошли в первое правительство Отечественного фронта. Правое крыло Земледельческого союза в лице БЗНС «Врабча 1» также выступило против присоединения Болгарии к Тройственному пакту в 1941 году и против внешней и внутренней политики режима в целом, но продолжило сотрудничество с правыми нефашистскими силами, отказавшись присоединиться к Отечественному фронту и не поддержав вооружённую борьбу коммунистов. В сентябре 1944 года БЗНС «Врабча 1» возглавил последнее некоммунистическое правительство Болгарии.

### После переворота 9 сентября
После Сентябрьского восстания 1944 года были легализованы партии пришедшего к власти Отечественного фронта, в том числе БЗНС «Пладне». 14—15 октября того же года прошла конференция, на которой было подтверждено фактическое объединение БЗНС «Пладне» и БЗНС «Врабча 1». Генеральным секретарем объединённой организации был избран Г. М. Димитров. В ближайшие месяцы напряжённость между БЗНС и просоветской Болгарской рабочей партией (название БКП с 1927 по 1948 годы) продолжала расти. Коммунисты опасались создания блока между Земледельческим союзом и Народным союзом «Звено» и нейтрализации своего влияния на Отечественный фронт, и после безуспешных попыток спровоцировать конфликт между фракциями в Земледельческом союзе решили устранить Г. М. Димитрова. После того, как советский представитель Сергей Бирюзов (командующий 37-й армией и главный военный советник при Болгарской армии) лично угрожал ему роспуском БЗНС, Димитров подал в отставку, и на его место был избран Никола Петков.
8—9 мая 1945 года прокоммунистические активисты Земледельческого союза во главе с Георгием Трайковым провели конференцию организации. Хотя тогдашний лидер Союза Никола Петков и был на ней переизбран Генеральным секретарём, он не только не участвовал в конференции, но и отказался признать её легитимность. В последующие месяцы раскол в организации углубился. Четыре министра от Земледельческого союза покинули правительство и были заменены представителями прокоммунистического крыла. В последующие годы оно стало называться БЗНС (казионен), в отличие от основной части союза, которая стала называться БЗНС—Никола Петков.
Группа под руководством экс-министра Александра Оббова также выступила против сотрудничества с партиями Отечественного фронта и продолжала отстаивать классовый характер Союза. В 1947 году эту группу исключили из партии. В то же время в связи с действиями коммунистов по ликвидации оппозиции был распущен БЗНС—Никола Петкова.

### В Народной Республике Болгарии
После Сентябрьского восстания 9 сентября 1944 года и перехода Болгарии на сторону Антигитлеровской коалиции было сформировано коалиционное правительство Кимона Георгиева, в состав которого вошли БРП(к), БЗНС, «Звено», Радикальная партия и беспартийные. Правые лидеры БЗНС (Г. М. Димитров (Гемето) и Н. Петков) возглавили оппозицию, разгромленную в 1947 году.
4 декабря 1947 года была принята Конституция Народной республики Болгарии и в декабре 1947 года состоялся XXVII съезд БЗНС, на котором была принята новая политическая программа партии. На съезде левое крыло во главе с Г. Трайковым подтвердило линию сотрудничества с другими организациями Отечественного фронта, де-факто признало руководящую роль компартии и её программные цели, сохранив собственные устав и организационную структуру.
Согласно новому уставу, принятому в конце декабря 1947 года, БЗНС возглавлял секретарь Союза и его заместители, секретари Постоянного присутствия, наиболее важным из которых являлся организационный секретарь, второй в иерархии партии. Секретарем Болгарского земледельческого народного союза был избран Георгий Трайков, который занимал этот пост до 1974 года, а в 1964—1971 годах был председателем Президиума Народного собрания, что эквивалентно должности президента Народной Республики Болгария. В 1974—1989 годах секретарем БЗНС был Пётр Танчев, первый заместитель председателя Государственного совета; с декабря 1989 по март 1990 года секретарём Союза был Ангел Димитров.
31 октября—1 ноября 1948 года состоялось заседание Верховного партийного совета БЗНС, на котором началась окончательная идеологическая и политическая деперсонализация союза. На нём было принято решено порвать с профессиональным принципом организации и провозглашалось её дальнейшее построение на «классовой основе» как организации бедняков и середняков. Была принята новая программа Союза по построению социалистического общества в Болгарии и признана ведущая роль БКП (в дальнейшем, до 1989 года в Болгарии сохранялась двухпартийная система). Всё это придало БЗНС вид партии спутникового типа, что не мешало партии принимать активное участие в управлении государством.
Члены БЗНС не раз занимали посты в правительстве: министра юстиции — Ради Найденов (1947—1958), Петр Танчев (1958—1966) и Светла Даскалова (1966—1990), министр шахты и минеральных ресурсов — Кирилл Клисурский (1947—1951), министр общественных зданий — Стоян Тончев (1953—1961), министр информации и коммуникаций — Стоян Тончев (1961—1968), Хараламби Трайков (1968—1973), Георгий Андреев (1973—1976) и Пандо Ванчев (1976—1986), министр лесного хозяйства и лесной промышленности — Янко Марков (1971—1986), министр сельского и лесного хозяйства — Георгий Трайков (1947−1951), Алекси Иванов (1986—1988) и Георгий Менов (1988—1990).
После апрельского пленума ЦК БКП в 1956 году БЗНС принял активное участие в реорганизации сельского хозяйства и в дальнейшем построении общества, основанного на социалистической модели. Союз также вёл внешнеполитическую деятельность, поддерживая отношения с более чем 50 сельскими и связанными с ними партиями и движениями по всему миру, участвовал в ряде международных встреч аграрных партий и являлся инициатором многих международных встреч по вопросам мира.
В 1986 году численность БЗНС составляла 120 тыс. членов партии, партийная печать включала газету «Земледелско знаме» и журнал «Съюзен живот». Из 120 тыс. членов партии 90 тысяч крестьян, 5 тысяч работников лесного хозяйства, 10 тысяч человек, работавших в сфере водных и природных ресурсов, остальные 20 тысяч человек имеют другие профессии — художники, врачи, учителя и социальные работники.

### После 1989 года
В ноябре 1989 года многолетний лидер болгарских коммунистов Тодор Живков был отстранён от власти, а 13 декабря пленум ЦК БКП осудил его и исключил из партии. Постоянное присутствие БЗНС поддержало нового генерального секретаря Петра Младенова. Вскоре активисты потребовали отставки Петра Танчева и организационного секретаря Алекси Иванова. Начались переговоры о новом лидере БЗНС. Компартия вначале поддержала кандидатуру Светлы Даскаловой. Танчев и Иванов выступили против как изменений в руководстве БЗНС, так и против нового руководства Болгарской коммунистической партии в лице Петра Младенова и Андрея Луканова, признав законным главой Народной Болгарии Живкова. Секретарь Постоянного присутствия БЗНС по международным делам Ангел Димитров поддержал Младенова и Луканова. Внутрипартийный кризис завершился 2 декабря 1989 года, когда было снято старое руководство в лице Танчева, Иванова и Пандо Ванчева, а также члена ПП Радоя Попиванова, новым секретарём был избран Димитров. 22 декабря были избраны: Виктор Волков занял должность организационного секретаря, который также отвечает за международные отношения, а Светла Даскалова получила должность секретаря по сельскому хозяйству. 14 декабря Димитров был избран первым заместителем председателя Госсовета.
В 1990 году Земледельческий союз принял участие в Круглом столе, но тем не менее вышел из нового правительства Андрея Луканова в феврале 1990 года. Таким образом, 50-летняя коалиция БКП и БЗНС ушла в историю.
На 36-м внеочередном съезде в марте 1990 года подали в отставку Димитров и Даскалова, а также остальное руководство. Председателем был избран Виктор Волков, а организационным секретарем ПП стал Костадин Янчев. Оба были избраны членами Великого народного собрания в июне 1990 года. В том же году кандидатура Волкова была выдвинута на пост президента Болгарии. В декабре 1990 года Виктор Волков вошёл в первое некоммунистическое правительство Болгарии, став заместителем премьер-министра Димитра Попова и министром иностранных дел.
В 1989 году был возрождён Болгарский земледельческий народный союз — «Никола Петков» (БЗНС—"Никола Петков"), созданный в 1945 году антикоммунистическим крылом БЗНС и распущенный властями в 1947 году. Новая организация сразу стала серьёзным конкурентом БЗНС. В 1991 году после длительных консультаций Волкову и Янчеву удалось добиться согласия одного из лидеров Ценко Барева на объединение. Объединение БЗНС и части БЗНС «Никола Петков» произошло на объединительном съезде в июле 1991 года, новая партия получила название БЗНС—объединённый (болг. БЗНС-единен) и объявлена правопреемницей исторического БЗНС, председателем был избран Ценко Барев, а организационным секретарем ПП стал Виктор Волков.
На парламентских выборах в Народное собрание 36-го созыва в 1991 году БЗНС—объединённый не набрал необходимого количества голосов и не вошёл в Народное собрание, которое приняло закон о конфискации имущества тоталитарных организаций БКП, БЗНС и Отечественный фронт, в частности, было национализировано здание БЗНС.
В октябре 1992 года БЗНС—объединённый объединился с БЗНС—"Никола Петков" Анастасии Мозер. Новая организация объявила, что является преемницей БЗНС 1934 года и БЗНС «Никола Петков» 1940-х годов, тем самым отказавшись от преемственности с БЗНС Народной Болгарии.
В 1990-х—2000-х годах было создано несколько партий с названием Болгарский земледельческий народный_союз:
- БЗНС «Александър Стамболийски» (с 1993). Лидеры — Светослав Шиваров (до 2005) и Спас Панчев (после 2005). В декабре 2005 года переименован в Земледельческий союз Александра Стамболийского.
- БЗНС — Народный союз (1996—2008). Лидер — Анастасия Димитрова-Мозер (до 2008), Стефан Личев (после 2008). С 2006 года — Земледельческий народный союз.
- БЗНС — Георгий Пинчев (с 1996). Лидер — Георгий Пинчев.
- Национальное объединение — БЗНС[болг.] (2000—2005). Лидер — Яне Янев.
- БЗНС — Николай Ненчев (с 2008). Лидер Николай Ненчев.

## Руководство
Высшим руководящим органом Союза с момента его создания в 1899 году и до его раскола в 1990 году являлось Постоянное присутствие. В разные периоды существования Постоянное присутствие имело разные названия управленческих должностей. Во времена социализма члены Постоянного присутствия БЗНС были частью высшей номенклатуры Народной Республики Болгария.

### Секретарь (Председатель)
- 1947—1974 — Георгий Трайков (1898—1975)
- 1974—1989 — Пётр Танчев[болг.] (1920—1992)
- декабрь 1989 — март 1990 — Ангел Димитров (1927—2005)
- март 1990 — июль 1991 — Виктор Волков (род. в 1936)

### Организационные секретари Постоянного присутствия
- 1948—1951 — Кирил Клисурский[болг.] (1906—1992)
- 1951—1958 — Николай Георгиев[болг.] (1906—1987)
- 1958—1974 — Пётр Танчев[болг.] (1920—1992)
- 1971—1979 — Георги Андреев[болг.] (1929)
- 1976—1989 — Алекси Иванов (1922—1997)
- 1989—1990 — Виктор Волков (род. в 1936)
- 1990—1991 — Костадин Янчев[болг.]

## Министры БЗНС
В период с 1944 по 1990 годы члены БЗНС занимали посты в правительстве страны.
- Министром без портфеля — Никола Петков (1944—1945)
- Министр сельского хозяйства — Александр Оббов (1944—1945), Михаил Геновский (1946—1947)
- Министр шахт и минеральных ресурсов — Кирил Клисурский[болг.] (1948—1951)
- Министр правопорядка — Ради Найденов (1947—1958), Петр Танчев (1958—1966), Светла Даскалова (1966—1990)
- Министр информации — Хараламби Трайков (1968—1973), Георги Андреев[болг.] (1973—1976)
- Министр лесной промышленности — Янко Марков (1971—1986)
- Министр Сообщений — Пандо Ванчев (1976—1986)
- Министр сельского хозяйства и лесной промышленности — Алекси Иванов (1986—1988), Георги Менов (1988—1990)
- Министр здравоохранения — Радой Попиванов (1977—1988), Минчо Пейчев (1988—1990)

## Результаты выборов
| Год         | Голоса    | %        | Места      | +/-      | Прим.                                                                   |
| ----------- | --------- | -------- | ---------- | -------- | ----------------------------------------------------------------------- |
| 1899        | 4 700     | 1,4 %    | 0 из 169   | ▬        |                                                                         |
| 1901        | 22 600    | 7,7 %    | 12 из 164  | ▲ 12     |                                                                         |
| 1902        | 24 710    | 6,1 %    | 12 из 189  | ▬        |                                                                         |
| 1903        | ?         | ?%       | 0 из 169   | ▼ 12     |                                                                         |
| 1908        | 68 308    | 14,6 %   | 19 из 203  | ▲ 19     |                                                                         |
| 1911        | 71 943    | 14,3 %   | 4 из 213   | ▼ 15     |                                                                         |
| 1913        | 113 761   | 21,2 %   | 48 из 204  | ▲ 44     |                                                                         |
| 1914        | 147 143   | 19,3 %   | 47 из 245  | ▼ 1      |                                                                         |
| 1919        | 176 281   | 27,3 %   | 77 из 236  | ▲ 30     |                                                                         |
| 1920        | 349 212   | 38,6 %   | 110 из 229 | ▲ 33     |                                                                         |
| Апрель 1923 | 569 139   | 53,8 %   | 212 из 245 | ▲ 102    |                                                                         |
| Ноябрь 1923 | 132 160   | 13,2 %   | 19 из 247  | ▼ 193    |                                                                         |
| 1927        | 285 758   | 24,8 %   | 46 из 261  | ▲ 27     |                                                                         |
| 1931        | 626 553   | 48,4 %   | 151 из 273 | ▲ 105    | Результат альянса «Народный блок»                                       |
| 1938        | Запрещён  | Запрещён | Запрещён   | Запрещён | Запрещён                                                                |
| 1939        | Запрещён  | Запрещён | Запрещён   | Запрещён | Запрещён                                                                |
| 1945        | 3 005 983 | 88,1 %   | 94 из 276  | ▼ 57     | Голоса за альянс БРП(к) (277 мест), БЗНС, «Звено» и широких социалистов |
| 1949        | 4 588 996 | 100 %    | 241 из 241 | ▲ 147    | Результаты ОФ                                                           |
| 1953        | 4 981 594 | 99,8 %   | 65 из 249  |          | Указаны голоса за ОФ и места БЗНС                                       |
| 1957        | 5 204 027 | 100 %    | 65 из 247  | ▬        | Указаны голоса за ОФ и места БЗНС                                       |
| 1962        | 5 461 224 | 100 %    | 80 из 321  | ▲ 15     | Указаны голоса за ОФ и места БЗНС                                       |
| 1966        | 5 744 072 | 100 %    | 414 из 414 |          | Результаты ОФ                                                           |
| 1971        | 6 154 082 | 100 %    | 100 из 400 |          | Указаны голоса за ОФ и места БЗНС                                       |
| 1976        | 6 369 762 | 100 %    | 100 из 400 | ▬        | Указаны голоса за ОФ и места БЗНС                                       |
| 1981        | 6 519 674 | 100 %    | 99 из 400  | ▼1       | Указаны голоса за ОФ и места БЗНС                                       |
| 1986        | 6 639 562 | 100 %    | 99 из 400  | ▬        | Указаны голоса за ОФ и места БЗНС                                       |
| 1990        | 368 929   | 6,0 %    | 16 из 240  | ▼ 83     |                                                                         |
| 1991        | 214 052   | 3,9 %    | 0 из 240   | ▼ 16     |                                                                         |